# Ariel Sevillano
Ariel Sevillano (Barbacoas, Nariño, Colombia, 17 de abril de 1985) es un exfutbolista colombiano. Jugaba como defensa lateral y se retiró en el Deportivo Pasto de Colombia.

## Clubes
| Club                         | País      | Año         |
| ---------------------------- | --------- | ----------- |
| Deportivo Pasto              | Colombia  | 2005 - 2009 |
| Cúcuta Deportivo             | Colombia  | 2009        |
| Boyacá Chicó                 | Colombia  | 2010        |
| Santa Fe                     | Colombia  | 2011        |
| Tiro Federal de Bahía Blanca | Argentina | 2012 - 2013 |
| América de Cali              | Colombia  | 2014        |
| Deportivo Pasto              | Colombia  | 2015        |

## Palmarés

### Campeonatos nacionales
| Título          | Club            | País     | Año  |
| --------------- | --------------- | -------- | ---- |
| Torneo Apertura | Deportivo Pasto | Colombia | 2006 |